# Red dela
Red dela je bilo odlikovanje SFRJ, ki se je podeljevalo posameznikom, organizacijam združenega dela in drugim organizacijam in enotam oboroženih sil SFRJ za posebne zasluge, ki so jih dosegli v gospodarstvu in za delo, ki je bilo posebnega pomena za napredek države v drugih družbenih dejavnostih.
Red se je delil na:
- red dela z rdečo zastavo (pred 1. marcem 1961 red dela I. stopnje) , ki je bil po rangu na 15. mestu,
- red dela z zlatim vencem (pred 1. marcem 1961 red dela II. stopnje), ki je bil po rangu na 25. mestu,
- red dela s srebrnim vencem (pred 1. marcem 1961 red dela III. stopnje), ki je bil po rangu na 33. mestu med jugoslovanskimi odlikovanji.

Podeljeno je bilo:
- 7069 kosov reda dela z rdečo zastavo (I. stopnje)
- 36.000 kosov reda dela z zlatim vencem (II. stopnje)
- 182.910 kosov reda dela s srebrnim vencem (III. stopnje)

Obstajalo je več variant narejenih v različnih obdobjih, še zlasti pa se razlikujejo po načinu pripenjanja. Imeli so od vijakov, enojnih do dvojnih igel na hrbtni strani odlikovanja.  

## Galerija
- red dela z zlatim vencem
- red dela s srebrnim vencem